# 盖尔·希伊
盖尔·希伊（英語：Gail Sheehy，1936年11月27日—2020年8月24日）是美国记者、作家，曾经为《纽约》、《名利场》撰写多篇专栏文章。

## 外部連結
- C-SPAN內的頁面（英文）
- 盖尔·希伊在互联网电影资料库（IMDb）上的資料（英文）